# Kociubylska Skała

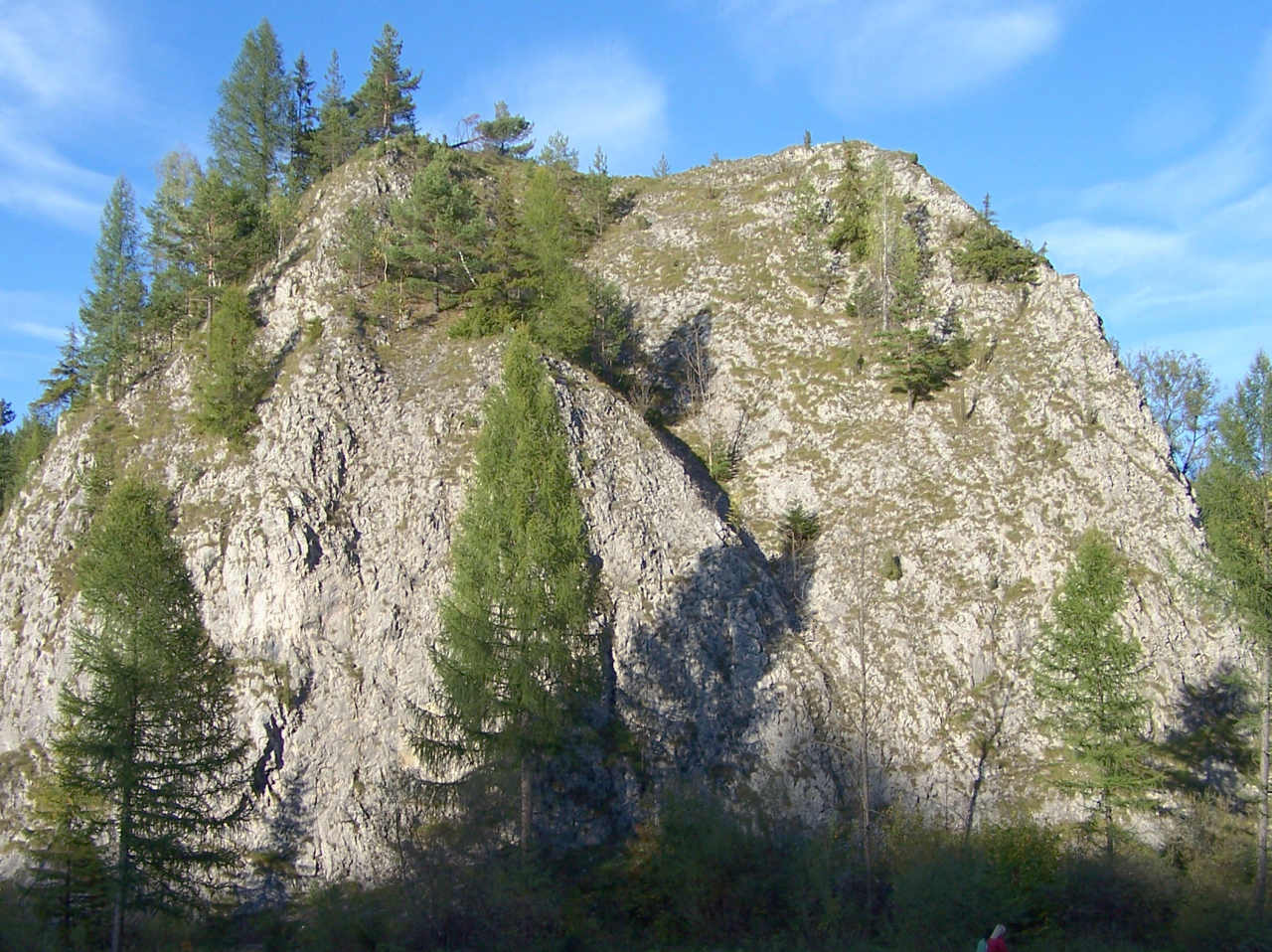
Ściana południowa

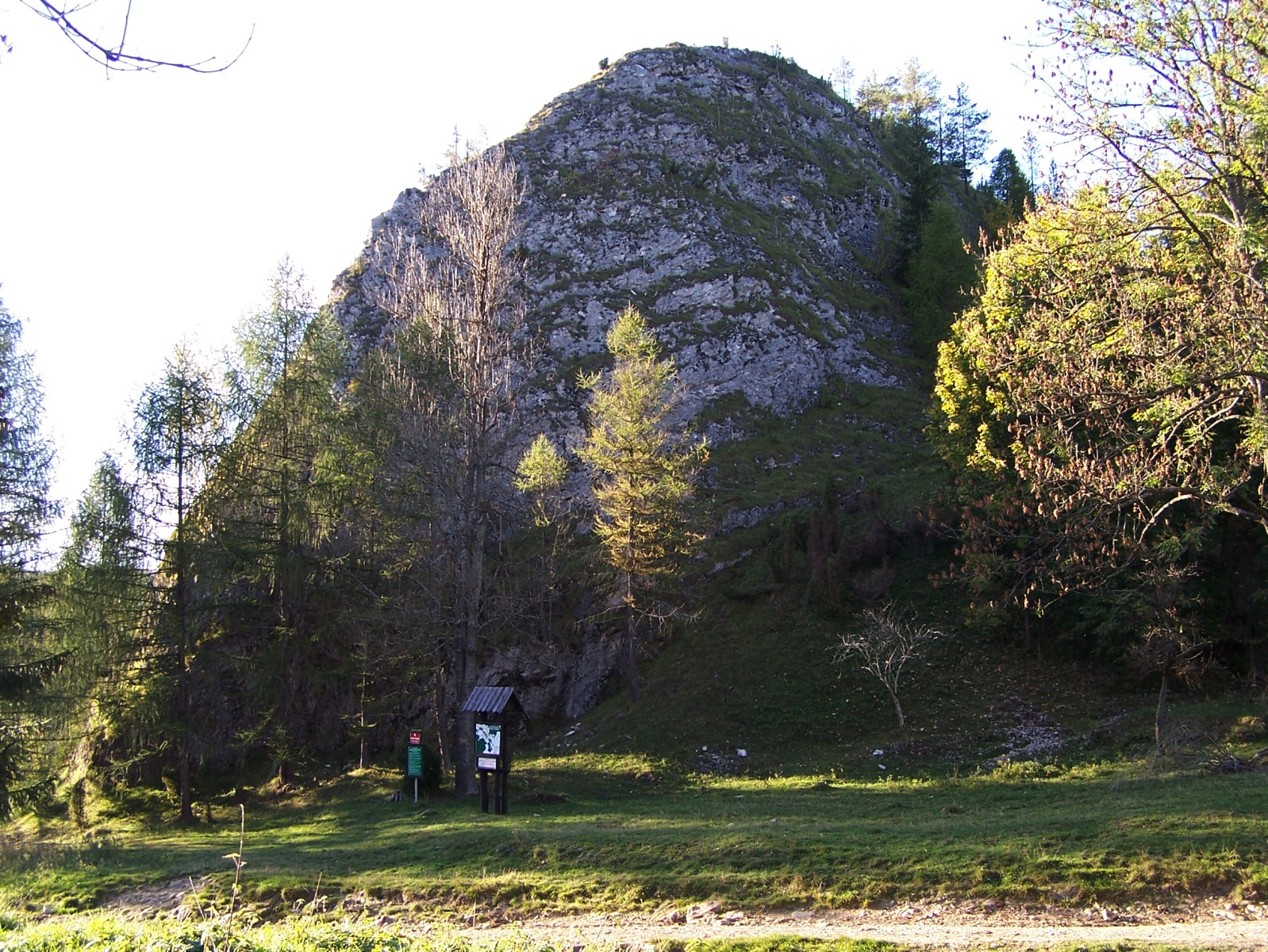
Ściana wschodnia

Kociubylska Skała – wybitna skała w dolinie Białej Wody w Małych Pieninach. Znajduje się na terenie składającego się z 4 oddzielnych fragmentów rezerwatu przyrody Biała Woda. Kociubylska Skała znajduje się w trzecim fragmencie tego rezerwatu (licząc od wylotu doliny w górę), po północnej stronie potoku Biała Woda, który przy skale zakręca w północnym kierunku, opływając skałę z dwóch stron. Naprzeciwko skały ujście Brysztańskiego Potoku i niewielkie rozszerzenie terenu wykorzystywane jako skład drzewa. Można dostrzec jeszcze resztki podmurówki po zabudowaniach dawnej, zamieszkiwanej przez Łemków wsi Biała Woda. Duże osiedle tej wsi, tzw. Kornaje znajdowało się na północnych zboczach doliny na zachód od Kociubylskiej Skały. Obecnie znajduje się w granicach miejscowości Jaworki w województwie małopolskim, w powiecie nowotarskim, w gminie miejsko-wiejskiej Szczawnica.
Południowe i wschodnie ściany Kociubylskiej Skały są bardzo strome. Są w większości nagie, częściowo porośnięte naskalnymi murawami, zarastające drzewkami (sosna, świerk, brzoza). W południowych znajduje się dość głęboki żleb. U podnóża ściany wschodniej dydaktyczne tablice informacyjne i rozdroże; jedna droga (znakowana – szlak turystyczny) prowadzi stromo w górę po trawiastym zboczu, obok bacówki (sprzedaż oscypków) na przełęcz Rozdziele, druga, odchodząca w północnym kierunku lasem wzdłuż potoku Biała Woda, w Beskid Sądecki (jej początkowym fragmentem prowadzi szlak rowerowy).
W 2009 r. na Kociubylskiej Skale odłowiono nowe dla Pienin gatunki chrząszczy z rodziny stonkowatych: Aphthona pygmaea, Cassida rubiginosa, Chaetocnema hortensis, Hippuriphila modeeri, Luperus flavipes.

## Szlaki turystyczne
– pieszy żółty z Jaworek przez rezerwat Biała Woda do turystycznego przejścia granicznego Jaworki – Litmanowa obok przełęczy Rozdziele, gdzie krzyżuje się ze szlakiem niebieskim prowadzącym grzbietem Małych Pienin do Beskidu Sądeckiego.
 – rowerowy czerwony z Jaworek przez rezerwat Biała Woda. Za Kociubylską Skałą szlak skręca na północ i prowadzi (inną trasą niż szlak pieszy) na przełęcz Rozdziela. Dalej przez Szczob na Przełęcz Gromadzką w Beskidzie Sądeckim.